# Вијериња
Аделино Андре Вијеира де Фреитас (порт. Adelino André Vieira de Freitas; Гимараис, 24. јануар 1986), познат као Вијериња, португалски је професионални фудбалер који игра као крило или бек за грчки клуб ФК ПАОК.
Почео је да игра за ФК Порто, али већину професионалне каријере провео је у ПАОК-у и ФК Волфсбургу.
Вијериња је дебитовао за репрезентацију Португалије 2013. године, а био је део састава и на Светском првенству 2014. и Европском 2016 на коме су и победили.

## Клупска каријера

### Порто
Вијериња је рођен у Гимараису и формиран је у омладинским редовима локалне ФК Виторије Гимараис. Привукао је интересовање ФК Порто где је и наставио да тренира. Након шестомесечне позајмице тиму из друге дивизије ФК Марко, придружио се првом тиму у сезони 2006–07, добивши четворогодишњи професионални уговор.
Вијериња је одиграо своју прву званичну утакмицу за Порто 11. августа 2006, у португалском Суперкупу против Виторије Сетубал, у коју је ушао као замена у 70. минуту и постигао гол у 89. минуту за коначан резултат 3:0.
Заједно са саиграчима Диогом Валентеом и Паулом Машадом, Вијериња је позајмљен новајлијама у Примеира лиги ФК Леишоиш за сезону 2007-08. То се показало оправданим, јер је тим из Матосињоса успео да задржи свој прволигашки статус на крају сезоне.

### ПАОК
Када се Вијериња вратио у Порто, одмах је позајмљен грчком ПАОК-у, који је за играча изразио интересовање јер је његов сународник Фернандо Сантос тада био на челу клуба. На крају је договорена сезонска позајмица, јер се играч удружио са сународником Сержиом Консеисаом. Након само неколико утакмица задобио је озбиљну повреду (растрган лигамент чланка) у дербију против ФК Арис Солуна, коју је изазвао Витоло, играч који ће се наредне године придружити ПАОК-у. Тренинзима се вратио током зимске паузе у јануару 2009. године, а у игру је ушао као замена у утакмици против ФК Крита.
Средином јула 2009. године, ПАОК се договорио са Портом, по жељи Вијериња да настави игра са тренером Сантосом, о трајном преласку за око €1 милион. Крајем године обновио је уговор до јуна 2013. са клаузулом о откупу у износу од 15 милиона евра.
Дана 4. новембра 2010. године, Вијериња је постигао погодак главом за 1:0 победу домаћина против шпанског Виљареала у групној фази УЕФА Лиге Европе. Такође, проглашен је за најкориснијег играча Суперлиге Грчке, друго појединачно признање заредом на Стадиону Тумба, а његов тим завршио је сезону на трећем месту и квалификовао се у Лигу Европе.
Упркос бројним спекулацијама о трансферу због повећаног потенцијала, Вијериња је започео сезону 2011–12 на истом месту, помажући тиму да напредује у групној фази Лиге Европе. Укупно, одиграо је 126 званичних утакмица за клуб постигавши 28 голова и 21 асистенцију.

### Волфсбург
Кратком изјавом 3. јануара 2012. године ПАОК је саопштио да се клуб договорио око трансфера Вијериња у немачки тим ФК Волфсбург. Играч је потписао уговор до јуна 2015. за приближно 4 милиона евра. Дебитовао је у Бундеслиги 21. маја, одигравши 45 минута у победи домаћих од 1: 0 над ФК Колном. 
Вијериња је 9. марта 2013. године постигао свој први званични гол за Волвсе волејом ван казненог простора, доприносећи победи од 5:2 над ФК Фрајбургом. У септембру, током утакмице Купа Немачке против ВФР Алена, пукао му је лигамент колена, и опорављао се до априла следеће године.
Вијериња је играо као десни бек када је Волфсбург 30. маја 2015. освојио свој први домаћи куп, победом од 3:1 над ФК Борусијом из Дортмунда, и наступио је на истој позицији 1. августа, када су освојили Суперкуп Немачке против ФК Бајерна из Минхена који је завршен извођењем једанаестераца. Опет као крилни играч, 8. децембра, био је један од три играча на мети домаћина, пошто су у последњем колу групне фазе Лиге шампиона победили ФК Манчестер јунајтед са 3: 2 и напредовали на штету Енглеза.

### Повратак у Грчку
Дана 31. августа 2017. године, ПАОК је најавио потписивање уговора са Вијерињом за милион евра. Први гол по повратку у ПАОК, постигао је 20. новембра, из једанаестерца за победу домаћих над ФК Атромитос од 2:1.
Погодак из слободног ударца капитена Вијериња 12. маја 2018. године, помогао је клубу да савлада ФК АЕК Атину у финалу Купа Грчке на Олимпијском стадиону Спиридон Луис резултатом од 2:0, и да обнови њихову надмоћ на том турниру. За његов учинак на овом мечу проглашен је играчем утакмице.
Вијериња је 14. априла 2019. године задобио повреду предњег укрштеног лигамента против ФК Ларисе, због које ће одсутвовати са терена наредних шест месеци. Упркос томе, следећег викенда је ипак изашао на терен у 89. минуту последњег меча лиге са ФК Левадијакосом, пошто је клуб први пут од 1985. године и трећи пут у историји, проглашен за шампиона.

## Репрезентативна каријера
Вијериња је играо за све нивое омладинске репрезентације Португала, од 16 година до 21 године, укупно на 83 утакмице на којима је постигао 28 голова. У новембру 2011. године, добио је први позив за сениорску репрезентацију као замена за повређеног Данија за Европско првенство 2012. против Фудбалске репрезентације Босне и Херцеговине.
Вијериња је коначно дебитовао за Португал 22. март 2013, када је играо у последњих 30 минута у ремију 3:3 са Израелом у квалификацијама за Светско првенство  2014. године. Следеће године 19. маја именован је за финални састав од 23 човека за финале у Бразилу , а 11. јуна постигао је свој први репрезентативни гол, и четврти тимски у пријатељској утакмици и победи од 5:1 са Република Ирска у Сједињеним државама, и то четири минута након што је заменио Силвестра Варелу. Играо је још једном у последњим фазама, одигравши 21 минут у победи од 2:1 над Ганом, али је Португалија ипак испала из даљег такмичења због гол разлике.
Вијериња је 17. новембра 2015. године био капитен по први пут, у пријатељској победи нас Луксембургом од 2:0. На Европском првенству 2016, са бившим тренером ПАОК-а Сантосом као селектором, био је први избор за десног бека током групне фазе, али је место изгубио од играча Соутхемптона, Седрика Соареса у нокаут фази.

## Статистика каријере

### Клуб
Ажурирано 27. јануара 2020.
| Клуб                | Сезона   | Лига            | Лига | Лига | Национални купови | Национални купови | Европа | Европа | Остало | Остало | Укупно | Укупно | Реф.   |
| Клуб                | Сезона   | Дивизија        | Нас. | Гол. | Нас.              | Гол.              | Нас.   | Гол.   | Нас.   | Гол.   | Нас.   | Гол.   | Реф.   |
| ------------------- | -------- | --------------- | ---- | ---- | ----------------- | ----------------- | ------ | ------ | ------ | ------ | ------ | ------ | ------ |
| Порто Б             | 2003–04  | Друга дивизија  | 3    | 1    | —                 | —                 | —      | —      | —      | —      | 3      | 1      | [ 34 ] |
| Порто Б             | 2004–05  | Друга дивизија  | 25   | 7    | —                 | —                 | —      | —      | —      | —      | 25     | 7      |        |
| Порто Б             | 2005–06  | Друга дивизија  | 10   | 3    | —                 | —                 | —      | —      | —      | —      | 10     | 3      |        |
| Порто Б             | Укупно   | Укупно          | 38   | 11   | —                 | —                 | —      | —      | —      | —      | 38     | 11     | —      |
| Марко (позајмица)   | 2005–06  | Друга лига      | 13   | 4    | 2                 | 0                 | —      | —      | —      | —      | 15     | 4      |        |
| Порто               | 2006–07  | Primeira Liga   | 8    | 0    | 1                 | 1                 | 1      | 0      | 1      | 0      | 11     | 1      | [ 35 ] |
| Леишоиш (позајмица) | 2007–08  | Primeira Liga   | 22   | 1    | 4                 | 2                 | —      | —      | —      | —      | 26     | 3      |        |
| ПАОК                | 2008–09  | Суперлига Грчке | 16   | 1    |                   |                   | —      | —      | 5      | 0      | 21     | 1      |        |
| ПАОК                | 2009–10  | Суперлига Грчке | 28   | 7    |                   |                   | 2      | 0      | 6      | 0      | 36     | 7      |        |
| ПАОК                | 2010–11  | Суперлига Грчке | 26   | 4    | 4                 | 1                 | 12     | 4      | 5      | 2      | 47     | 11     | [ 36 ] |
| ПАОК                | 2011–12  | Суперлига Грчке | 13   | 5    | 0                 | 0                 | 9      | 4      | —      | —      | 22     | 9      |        |
| ПАОК                | Укупно   | Укупно          | 83   | 17   | 4                 | 1                 | 23     | 8      | 16     | 2      | 126    | 28     | —      |
| Волфсбург           | 2011–12  | Бундеслига      | 9    | 0    | 0                 | 0                 | —      | —      | —      | —      | 9      | 0      |        |
| Волфсбург           | 2012–13  | Бундеслига      | 27   | 1    | 5                 | 0                 | —      | —      | —      | —      | 32     | 1      | [ 37 ] |
| Волфсбург           | 2013–14  | Бундеслига      | 11   | 1    | 3                 | 0                 | —      | —      | —      | —      | 14     | 1      | [ 38 ] |
| Волфсбург           | 2014–15  | Бундеслига      | 31   | 1    | 5                 | 0                 | 10     | 1      | —      | —      | 46     | 1      | [ 39 ] |
| Волфсбург           | 2015–16  | Бундеслига      | 26   | 1    | 2                 | 0                 | 8      | 1      | 1      | 0      | 37     | 2      |        |
| Волфсбург           | 2016–17  | Бундеслига      | 21   | 0    | 2                 | 0                 | —      | —      | 2      | 1      | 25     | 1      | [ 40 ] |
| Волфсбург           | Укупно   | Укупно          | 125  | 4    | 17                | 0                 | 18     | 2      | 3      | 1      | 163    | 7      | —      |
| ПАОК                | 2017–18  | Суперлига Грчке | 25   | 2    | 5                 | 1                 | —      | —      | —      | —      | 30     | 3      |        |
| ПАОК                | 2018–19  | Суперлига Грчке | 26   | 5    | 2                 | 1                 | 8      | 0      | 0      | 0      | 36     | 6      |        |
| ПАОК                | 2019–20  | Суперлига Грчке | 19   | 5    | 0                 | 0                 | 0      | 0      | 0      | 0      | 19     | 5      |        |
| ПАОК                | Укупно   | Укупно          | 70   | 12   | 7                 | 2                 | 8      | 0      | 0      | 0      | 85     | 14     | —      |
| Каријера            | Каријера | Каријера        | 359  | 49   | 35                | 6                 | 50     | 10     | 20     | 3      | 464    | 68     | —      |

## Трофеји

### Клуб
Порто
- Примеира лига : 2006–07
- Суперкуп Кандидо де Оливеира : 2006 [3]

Волфсбург
- Куп Немачке : 2014–15 [16]
- Суперкуп Немачке : 2015 [17]

ПАОК
- Суперлига Грчка : 2018–19
- Куп Грчке : 2017–18, 2018–19

### Репрезентација
Португал
- Европско првенство УЕФА : 2016
- Европско првенство за млађе од 17 година : 2003

### Индивидуални
- Суперлига Грчка : Најбољи страни играч 2010–11,[41] 2018–19 [42]
- Куп Грчке : 2017–18 : Најкориснији играч финала [43]

### Друго
- Командант Реда за заслуге [44]